# The Red Tusk
The Red Tusk är ett berg i Kanada.   Det ligger i provinsen British Columbia, i den sydvästra delen av landet, 3 500 km väster om huvudstaden Ottawa. Toppen på The Red Tusk är 2 147 meter över havet, eller 151 meter över den omgivande terrängen. Bredden vid basen är 0,52 km.
Terrängen runt The Red Tusk är huvudsakligen mycket bergig.Närmaste större samhälle är Squamish, 14,0 km sydost om The Red Tusk.
Trakten runt The Red Tusk är permanent täckt av is och snö. Trakten runt The Red Tusk är nära nog obefolkad, med mindre än två invånare per kvadratkilometer.